# Пресс-подборщик

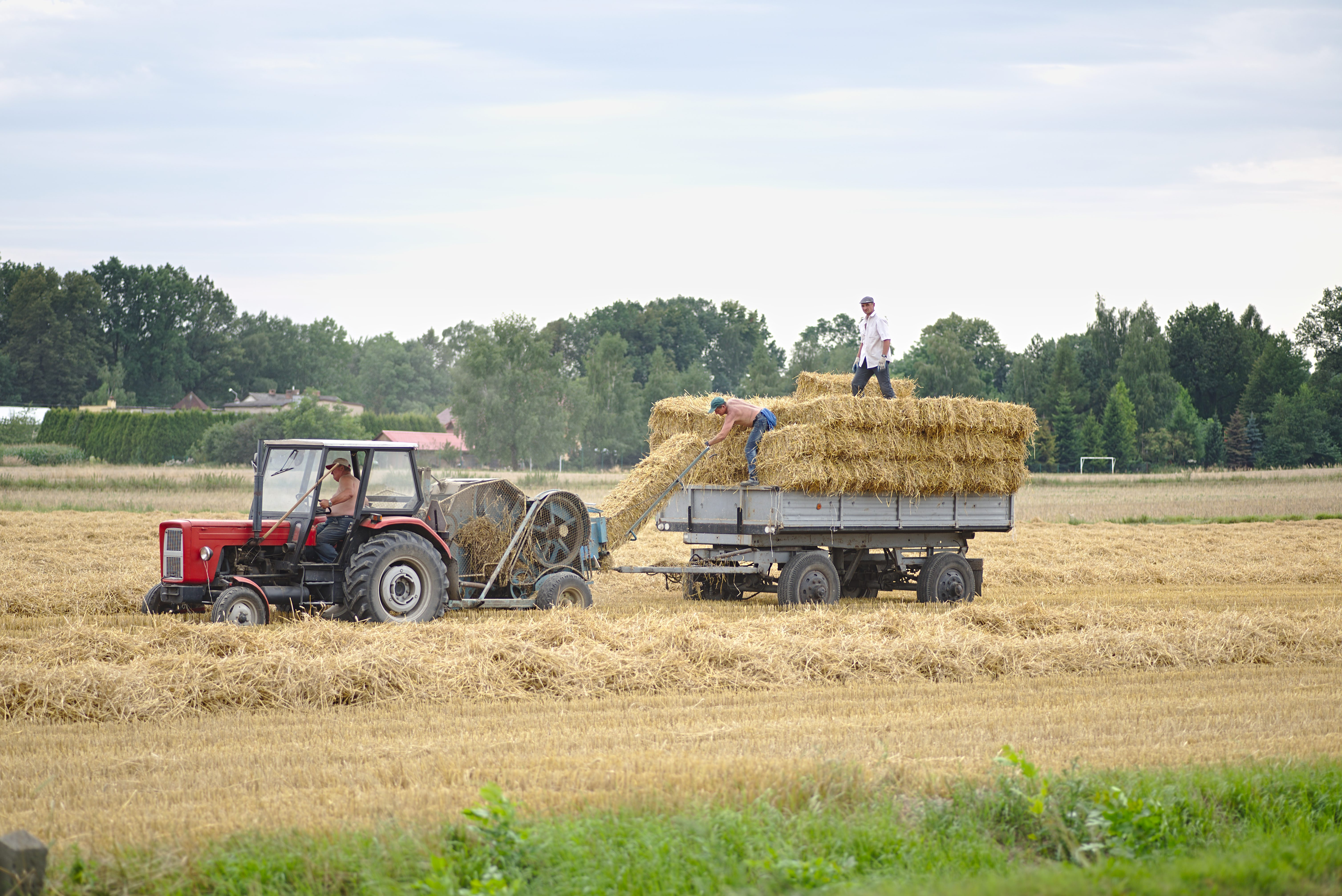
Тюковый пресс-подборщик

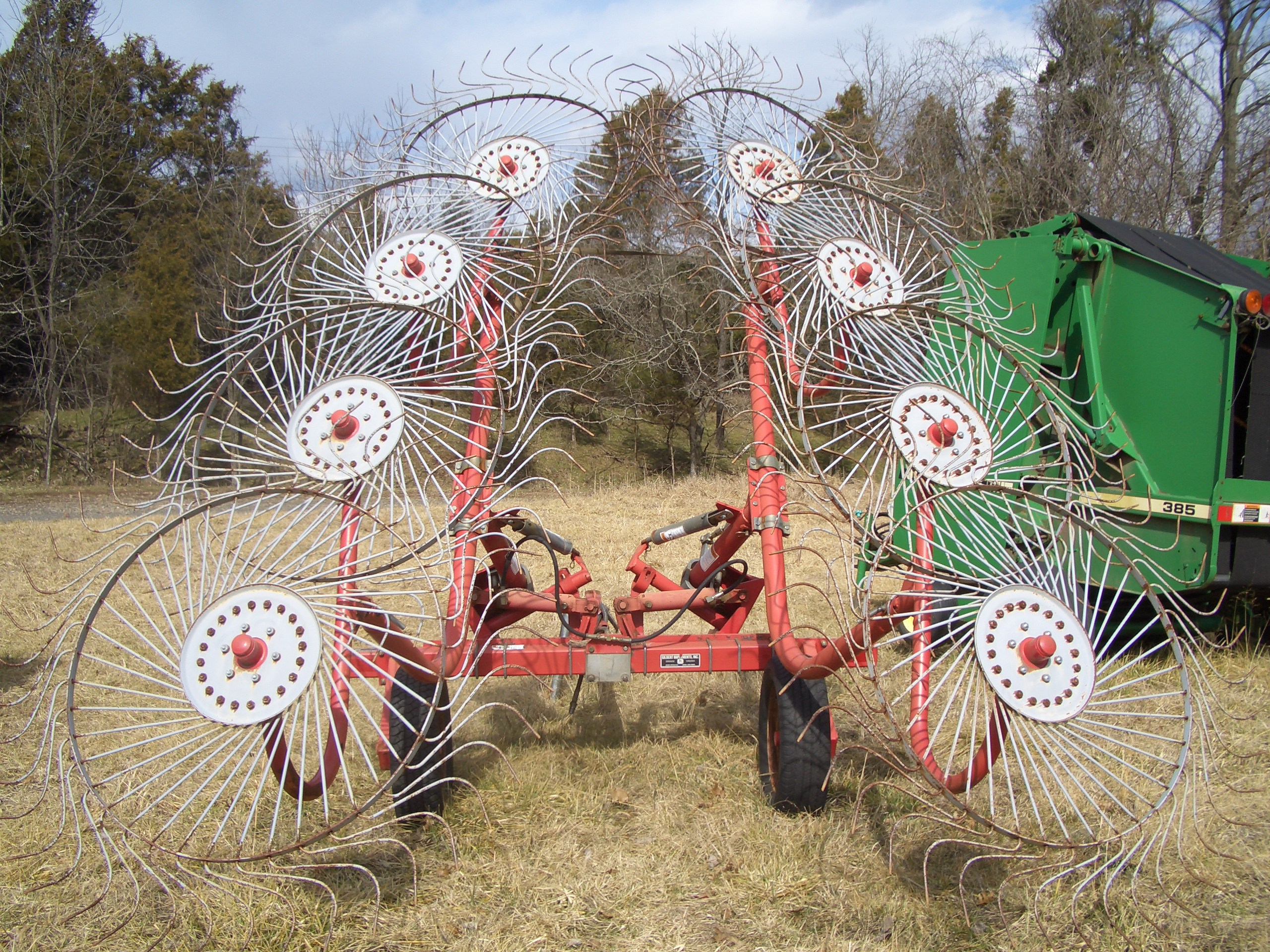
Колёсно-пальцевые грабли (в сложенном транспортном положении) для сгребания сена или соломы в валки для подбора из них пресс-подборщиком

Пресс-подборщик применяется в сельском хозяйстве для подбора валков соломы, сена, сенажа и их прессования с последующей обмоткой шпагатом либо проволокой и выталкиванием готового тюка или рулона на стол сбрасывания. При использовании пресс-подборщика повышается качество сена, сокращаются затраты труда, потери сена и продолжительность сушки, так как для прессования подбирают сено влажностью около 26 %.
Пресс-подборщики определённых производителей[каких?] позволяют прессовать рулоны или тюки с высокой плотностью, что позволяет заготавливать сенаж с влажностью до 60% для последующей обмотки специальной плёнкой. Такой корм может храниться до 2-3 лет без потери качества корма.

## Виды пресс-подборщиков
Тюковый, рулонный

## Устройство тюкового пресс-подборщика

### Состав
- приёмное устройство
- прессующая часть
- вязальный аппарат
- механизм передачи движения и регулировки

### Работа
Валок подбирается пружинными зубьями тюкового подборщика и шнеком направляется в приёмную камеру пресса. Тюки спрессованного сена связываются посредством вязальных аппаратов. Вязальный аппарат включается автоматически давлением движущегося в камере сена. Две иглы обматывают тюки двумя нитями шпагата, связывают узлы и затягивают их.

## Устройство рулонного пресс-подборщика

Выход рулона

### Состав
- прессующий ремень
- натяжное устройство
- подвижный валик
- барабан
- транспортёр

### Работа
Под воздействием прессующих ремней сено скручивается в рулон и по мере увеличения приводит в действие натяжное устройство. Достигнув нужного размера, рулон обматывается шпагатом по спирали и выталкивается наружу.

## Классификация рулонных пресс-подборщиков
- по типу прессовальной камеры:
  - с постоянной камерой прессования
  - с переменной камерой прессования
- по типу прессующего элемента:
  - с ремённым транспортёром
  - с планчатым транспортёром
  - с вальцами
- по типу обертывания рулонов:
  - шпагатом
  - сеткой
  - плёнкой